# Springfield (Michigan)
Springfield é uma cidade localizada no estado americano de Michigan, no Condado de Calhoun.

## Demografia
Segundo o censo americano de 2000, a sua população era de 5189 habitantes.
Em 2006, foi estimada uma população de 5140, um decréscimo de 49 (-0.9%).

## Geografia
De acordo com o United States Census Bureau tem uma área de
9,7 km², dos quais 9,6 km² cobertos por terra e 0,1 km² cobertos por água.

## Localidades na vizinhança
O diagrama seguinte representa as localidades num raio de 16 km ao redor de Springfield.